# Вартіокюля
Вартіокюля (фін. Vartiokylä, швед. Botby) — район Східного Гельсінкі, Фінляндія . Його назва походить від руїн фортеці ХІ сторіччя на пагорбі Ліннанвуорі, Вартіохар'ю, одному з кварталів Вартіокюля. Населення — 30 244 осіб. Площа — 10,03 km² 
Міська забудова була розпочата у 1930-х роках після побудови дороги Уусі-Порвоонтіе до центру міста. Вартіокюля стала частиною Гельсінкі в 1946 році. Більшість послуг у районі розташовані в кварталі Ітякескус, де розташовано Ітякескус — один з найбільших торгових центрів у країнах Північної Європи.
Громадський транспорт прив'язаний до Гельсінського метро. Станції Ітякескус, Мюллюпуро та Пуотіла. 
Дві головні магістралі Ітявяйля та Кільцева автодорога I перетинаються у Вартіокюля.

## Поділ
- Вартіохар'ю,
- Пуотіла,
- Пуотінхар'ю,
- Мюллюпуро,
- Мар'яніемі,
- Роїхупельто,
- Ітякескус